# Comuna Berezovca, Cernivți
Berezovca (în ucraineană Березівка, transliterat: Berezivka) este o comună în raionul Cernivți, regiunea Vinnița, Ucraina, formată din satele Berezovca (reședința) și Lujok.

## Demografie
Componența lingvistică a satului Berezovca
     Ucraineană (99,45%)
     Alte limbi (0,55%)
Conform recensământului din 2001, majoritatea populației satului Berezovca era vorbitoare de ucraineană (99,45%), existând în minoritate și vorbitori de alte limbi.